# Chondriom
Chondriom – zestaw wszystkich mitochondriów znajdujących się w pojedynczej komórce eukariotycznej.